# 手付
手付（てつけ）とは、契約時の付随的合意に基づいて交付される契約の成立または契約の効力に一定の法的効果をもつ金銭等。

## 手付の種類
予約手付
予約完結権の留保を目的として交付される手付。
成約手付
契約の成立要件として交付される手付。
証約手付
契約成立の証明として交付される手付。
違約手付
手付を交付した者に契約違反があったとき相手方に没収される性質の手付。
解約手付
解除権の留保を目的として交付される手付。
手付は原則として解除権を留保する解約手付の効果を持つとされ（最判昭和29・1・21民集8巻1号64頁）、違約手付の趣旨とする契約書の記載があっても解約手付の性質は排除されない（最判昭和24・10・4民集3巻10号437頁）。

## 解約手付の効果
民法557条1項本文（または宅地建物取引業法39条2項本文）により、買主が売主に解約手付を交付した場合、買主は手付を放棄すれば契約を解除することができる（手付の放棄）。また、売主は手付の倍額を買主に現実に提供すれば契約を解除することができる（手付倍返しの原則）。解約手付に基づいて解除された場合には相手方は損害賠償請求ができない（民法557条2項）。
ただし、その相手方が契約の履行に着手した後は解除権を行使できない（民法557条1項ただし書）。2017年の改正民法で相手方が履行に着手するまでは解除できるとする判例法理（最大判昭和40・11・24民集19巻8号2019頁）が明文化された（2020年4月1日施行）。なお、履行期前の行為でも格別の事情がない限り履行の着手になりうる（最判昭和41・1・21民集20巻1号65頁）。